# Костін Денис Сергійович
Денис Сергійович Костін (рос. Денис Сергеевич Костин; 21 червня 1995, м. Омськ, Росія) — російський хокеїст, воротар. Виступає за «Авангард» (Омськ) у Континентальній хокейній лізі. 
Хокеєм почав займатися у 2001 році. Тренери — В. В. Архіпов, А. Ф. Дмитрієв, С. Б. Храмцов. Вихованець хокейної школи «Авангард» (Омськ). Виступав за «Омські Яструби», «Авангард» (Омськ).
У чемпіонатах КХЛ — 21 матч.
У складі молодіжної збірної Росії учасник чемпіонату світу 2015. 
Досягнення
- Срібний призер молодіжного чемпіонату світу (2015)
- Володар Кубка Харламова (2013)